# San José (Misiones)
San José es una localidad y municipio argentino de la provincia de Misiones, ubicado dentro del departamento Apóstoles. 
El municipio cuenta con una población de 6452 habitantes, según el censo del año 2001 (INDEC).
Es una de las principales entradas a la provincia desde Corrientes, y está conectada a Posadas por la Ruta Nacional 105; a Apóstoles por la Ruta Provincial 1, y a Bernardo de Irigoyen por la Ruta Nacional 14.
Es una ciudad industrial. Se cultiva yerba mate, cítricos y mandioca. La piscicultura, la ganadería y las forestaciones son las otras actividades. La localidad de Pindapoy se encuentra a solo un kilómetro del ejido urbano, y surgió a partir de una fábrica de envasado de jugos naturales, hoy cerrada.

## Historia

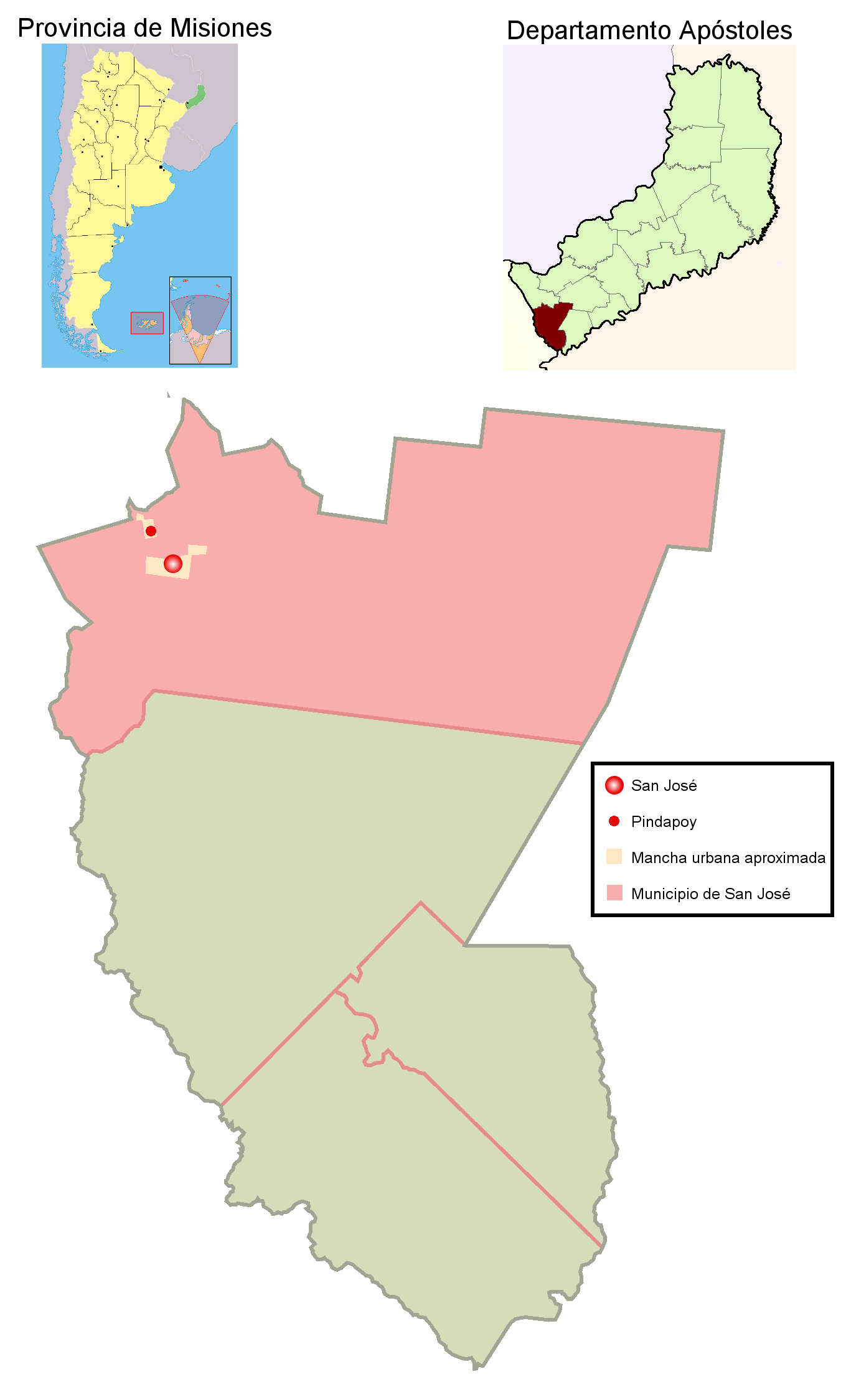
Área del municipio de San José y su mancha urbana en el departamento Apóstoles; el punto pequeño es la localidad de Pindapoy.

San José tiene su origen en una reducción jesuítica llamada San José de Ita-Cua. Las continuas guerras con los bandeirantes impidieron el normal desarrollo de la localidad, hasta que la batalla de Mbororé terminó con estos ataques. Es por esto que se asigna a San José un nuevo emplazamiento entre Apóstoles y Candelaria, en las inmediaciones de las nacientes de los arroyos Pindapoy Grande y San José. En la localidad se instaló una importante posada para viajeros, donde por su clima saludable iban a curarse muchos sacerdotes enfermos. La economía en ese entonces se basaba principalmente en la ganadería. Existen registros de que San José aportó a la tropa del general Manuel Belgrano 100 indios de caballería.
San José es declarado pueblo el 2 de diciembre de 1887 por la Gobernación de Corrientes (que tenía anexado Misiones). En los años 1890, el agrimensor Juan Queirel trazó y mensuró el actual pueblo y colonia de San José, situado apenas unos kilómetros al oeste de la reducción jesuítica original. Un fatídico decreto de 1928 quitó a la reducción de la categoría de Reserva Histórica a las ruinas de la misión, que todavía conservaba escalinatas, templo y paredes de la escuela.
El impulso económico mayor llegó con la estación del ferrocarril en 1910, que permitió la instalación de aserraderos, plantas elaboradas de yerba mate y procesadoras de jugos con la importante empresa Pindapoy, mientras que la colonia producía principalmente yerba mate y cítricos.

## Biografía
El historiador Pablo Pastells cuenta en su “Historia de la Campaña de Jesús” que la Reducción Jesuítica de San José fue fundada en 1633 cerca de la Serranía del Tapé, huyendo de los Mamelucos y Portugueses del Brasil, transmigro en el año 1638 sobre los márgenes orientales del Paraná. Según Félix de Azara la reducción, en 1660, se trasladó al lugar definitivo donde se asentó, al NE de las nacientes del arroyo Pindapoy en la región serrana del Tabiapú. Pero no se tienen precisiones del lugar puntual donde la reducción estuvo emplazada entre los años 1638 y 1660.
Sin embargo, fueron encontrados escritos que describen que el general José Gervasio Artigas cruzó el Paraná por el Paso San José, puerto de la extinguida Reducción de San José, en el primitivo puerto de Anunciación y de Santa Cruz de Itapúa, en la ribera izquierda del Río Paraná. Por estas referencias se puede deducir que la Reducción de San José de Itacuatiá, del Río Toropi en el Tapé, de 1638 a 1660 estuvo provisoriamente asentada en el ejido de la fracasada Reducción de la Anunciación de Nuestra Sra. de Itapúa, donde hoy está emplazada la ciudad de Posadas, capital de la Provincia de Misiones.
Las Misiones Jesuíticas fueron creadas por la Compañía Jesuítica, por real orden de la Corona de España del 30 de enero de 1609, la Reducción de San José en 1660, luego destruida junto con las formadas sobre el Río Uruguay, San Carlos y Apóstoles, lentamente se fueron despoblando las reducciones de Misiones, para convertirse en ruinas.
Estas regiones se repoblaron antes de la guerra del Paraguay en 1860. La invasión de Solano López estableció una guarnición en este pueblo en 1849 y después volvió a destruir todo su progreso.
Terminada la guerra estas tierras pasaron a depender de la provincia de Corrientes hasta el 22 de diciembre de 1881 con la Federalización del Territorio de Misiones.
El 27 de septiembre de 1887 el Gobierno de la Provincia de Corrientes decretó la creación y subdivisión de varios pueblos donde ya existían poblaciones reducidas, entre ellos San José. Estas subdivisiones no se llevaron a cabo hasta llegada la orden del Gobierno Nacional cuando en 1891 el Ing. Juan Queirel subdividió el actual pueblo de San José y su Colonia compuesta por 8000 has.
Antes de la llegada del Ing. Queirel los pobladores existentes residían al Este y al Sur de las Ruinas Jesuíticas y a la subdivisión de este pueblo se trasladó el pequeño vecindario fortalecido por algunas otras familias comenzando la actual población.
Algunos propietarios de los primeros solares adquiridos fueron: Francisco Bordas, Francisco Pereyra, Yango Novais, Emilio Kopistinki, Jerónimo Rodríguez, Casiano Carballo, Francisco Bueno, Francisco Domínguez y Marciano Claro.
El 14 de agosto de 1892, mediante decreto, el presidente de la República aprueba la mensura y subdivisión de la Colonia de San José practicada por el agrimensor Juan Queirel celebrándose de esta forma la Refundación del Pueblo de San José.

## Parque provincial de las Sierras de San José
Hay cinco saltos que se encuentran en el parque provincial de las Sierras de San José en San José y forman parte de la Región del Sur, una subregión turística de la provincia de Misiones, que son:
- Salto Colmena Milenaria
- Salto El Ceibo
- Salto Golondrina
- Salto La Gruta
- Salto Yateí

## Parroquias de la Iglesia católica en San José
| Diócesis  | Posadas  |
| --------- | -------- |
| Parroquia | San José |